# Johnny Davis (ur. 2002)
Jonathan Christian Davis (ur. 27 lutego 2002 w La Crosse) – amerykański koszykarz, występujący na pozycjach rzucającego obrońcy lub niskiego skrzydłowego, obecnie zawodnik Washington Wizards.
W 2020 został wybrany najlepszym zawodnikiem szkół średnich stanu Wisconsin (Wisconsin Mr. Basketball).

## Osiągnięcia
Stan na 19 stycznia 2023, na podstawie, o ile nie zaznaczono inaczej.

### NCAA
- Uczestnik rozgrywek II rundy turnieju NCAA (2021, 2022)
- Mistrz sezonu zasadniczego konferencji Big 10 (2022)
- Koszykarz roku konferencji Big 10 (2022)[6]
- MVP turnieju Maui Invitational (2022)
- Laureat nagród:
  - Jerry West Award (2022)[7]
  - Lute Olson Award (2022)[8]
- Zaliczony do I składu:
  - All-American (2022)
  - Big Ten (2022)
  - turnieju Maui Invitational (2022)
- Lider Big Ten w liczbie zbiórek w obronie (2022 – 214)
- Zawodnik tygodnia:
  - NCAA (według USBWA – 9.01.2022)
  - Big Ten (29.11.2021, 21.02.2022)

### Reprezentacja
- Mistrz świata U–19 (2021)[9]